# Tanja Masson-Zwaan
Tanja Louise Masson-Zwaan (Rotterdam, 23 januari 1961 is een Nederlands jurist gespecialiseerd in het luchtrecht en ruimterecht. Masson-Zwaan is universitair hoofddocent aan de Universiteit Leiden en plaatsvervangend directeur van het International Institute of Air and Space Law (IIASL) daar.
Masson-Zwaan doceert en begeleidt studenten op bachelor-, master- en PhD-niveau. Naast haar leerstoel adviseert zij instanties over ruimtevaartkwesties, doet onderzoek en publiceert over ruimtevaartonderwerpen. Zo adviseert zij ook de Nederlandse overheid over de implementatie van de Nederlandse ruimtevaartwet. Daarbij is zij aangesteld als arbiter voor ruimtegeschillen bij het Permanent Hof van Arbitrage.
Zij is verder onder meer lid van "Women in Aerospace-Europe" (WIA-E).
Ook is ze erelid van de Nederlandse Vereniging voor Ruimtevaart (NVR)

## Onderzoek
Haar onderzoeken richten zich op,
- juridische en regelgevende aspecten van particuliere commerciële bemande ruimtevaart,
- het beheer van ruimtevaartactiviteiten,
- de regulering van kleine satellieten,
- nationale ruimtevaartwetgeving,
- beperking en herstel van ruimteschroot.

Het betreft onderzoek dat zich richt op kansen voor de mensheid in de ruimte. Vreedzame verkenning en het gebruik van de ruimte zou moeten gedijen in een veilige, duurzame en een voorspelbare juridische omgeving. 
Zo schrijft zij over de relevantie van ruimtewetgeving en technologie in de strijd tegen de COVID-19-pandemie. Zo ook over ruimtemijnbouw, of dat wel mag. En voorts het internationaal recht: Regulering van rechten van landen en private partijen op bronnen in de ruimte.

## Onderscheidingen
Masson-Zwaan heeft onderscheidingen ontvangen van:
- 2001 - International Institute of Space Law (IISL)
- 2008 - International Academy of Astronautics (IAA)
- 2015 - International Astronautical Federation (IAF)

In 2020 is Masson-Zwaan geridderd tot officier in de Orde van Oranje-Nassau.
- Bibsys: 90654335
- Bibliothèque nationale de France: cb12431264s (data)
- CiNii: DA03460175
- Gemeinsame Normdatei: 1148789367
- International Standard Name Identifier: 0000 0000 8127 7351
- Library of Congress Control Number: n88071309
- Nationale Bibliotheek van Tsjechië: xx0281799
- Nationale bibliotheek van Australië: 35743108
- Nationale Bibliotheek van Israël: 987007440450805171
- Nederlandse Thesaurus van Auteursnamen: 07351716X
- ORCID: 0000-0001-9504-3414
- Système universitaire de documentation: 033448450
- Trove: 1067040
- Virtual International Authority File: 49316231
- WorldCat: E39PBJp9y3mpBHp6wyPm9Q9hpP